# ژوزف راسین
ژوزف راسین (فرانسوی: Joseph Racine‎; ۱۸ ژوئیهٔ ۱۸۹۱ – ۲۸ اکتبر ۱۹۱۴) دوچرخه‌سوار اهل فرانسه بود.